# ويندوز فيرتشوال بي سي
ويندوز فيرتشوال بي سي (بالإنجليزية: Windows Virtual PC)‏ هو برنامج محاكاة افتراضية لمايكروسوفت ويندوز . أطلق في يوليو 2006 وهو منتج مجاني

## وصلات خارجية
- الموقع الرسمي